# Смит, Натан (биатлонист)
Натан Смит (англ. Nathan Smith; род. 25 декабря 1985, Калгари, Альберта) — канадский биатлонист, вице-чемпион мира 2015 года в спринтерской гонке.
Завершил карьеру в 2018 году.

## Биография
За свою сборную выступает с 2008 года. С 2011 года Смит прочно входит в число лучших биатлонистов страны. Участник пяти чемпионатов мира и Олимпийских игр 2014 года в Сочи.

## Выступление на крупнейших соревнованиях

### Участие на Олимпийских играх
| Год  | Место проведения | Спринт | Гонка преследования | Индивидуальная гонка | Масс-старт | Эстафета | Смешанная эстафета |
| ---- | ---------------- | ------ | ------------------- | -------------------- | ---------- | -------- | ------------------ |
| 2014 | Сочи             | 13     | 11                  | 25                   | DNF        | 7        | —                  |
| 2018 | Пхёнчхан         | 44     | 54                  | 81                   | —          | —        | —                  |

### Участие на чемпионатах мира
| Год  | Место проведения | Спринт | Гонка преследования | Индивидуальная гонка | Масс-старт | Эстафета | Смешанная эстафета |
| ---- | ---------------- | ------ | ------------------- | -------------------- | ---------- | -------- | ------------------ |
| 2008 | Эстерсунд        | 96     | —                   | 81                   | —          | 21       | —                  |
| 2011 | Ханты-Мансийск   | 67     | —                   | 85                   | —          | 11       | —                  |
| 2012 | Рупольдинг       | 45     | 43                  | 61                   | —          | 13       | 18                 |
| 2013 | Нове-Место       | 72     | —                   | 62                   | —          | 8        | —                  |
| 2015 | Контиолахти      | 2      | 13                  | 44                   | 23         | 19       | 12                 |
| 2016 | Хольменколлен    | 46     | 15                  | 42                   | —          | 3        | 11                 |

## Достижения
- Бронзовый призёр чемпионата мира 2016 года в эстафете
- Серебряный призёр чемпионата мира 2015 года в спринте
- Наивысшее достижение на этапах Кубка мира: победа в гонке преследования в Ханты-Мансийске в сезоне 2014/15
- Бронзовый призёр чемпионата мира среди юниоров в эстафете: (2005)

### Общий зачёт в Кубке мира
- 2010—2011 — 104-е место (3 очка)
- 2011—2012 — 103-е место (3 очка)
- 2012—2013 — DNS
- 2013—2014 — 31-е место (256 очков)
- 2014—2015 — 16-е место (503 очка)
- 2015—2016 — 28-е место (338 очков)
- 2016—2017 — DNS
- 2017—2018 — 57-е место (53 очка)

Лучший результат на этапах кубка мира - победа в гонке преследования в Ханты-Мансийске в сезоне 2014/2015.